# Sebsi

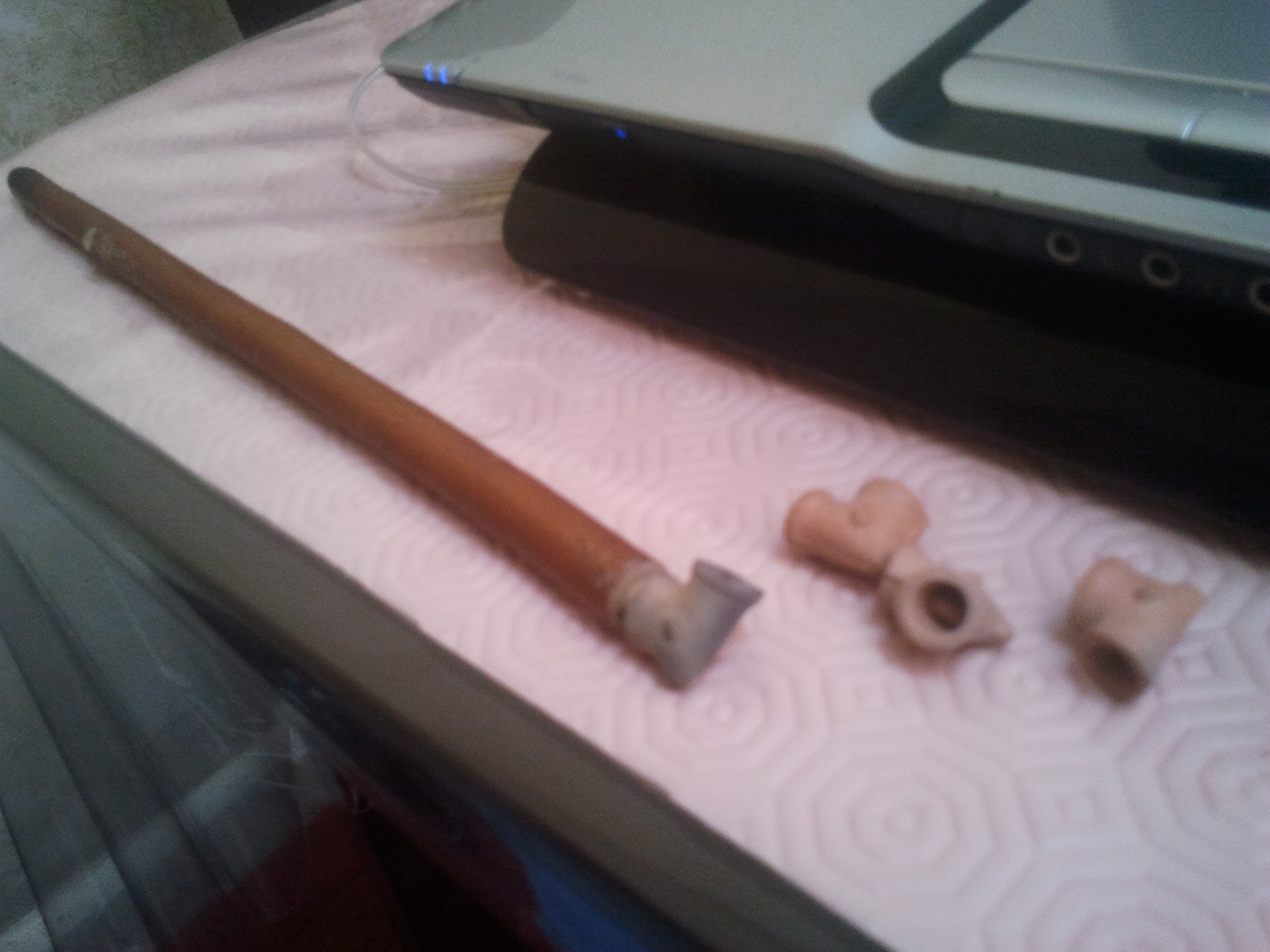
Sebsi.

Un sebse, sebsi o sabsi (en árabe, سبسي; en bereber, ⵙⴻⴱⵙⵉ; pl. sbasa) es una pipa de fumar tradicional marroquí para consumir marihuana. Es fina y alargada, con una pequeña cazuela (hornillo) de arcilla en el extremo llamada skuff (o shkaff) con una fina patina de metal. La cazoleta se ensambla a una cánula (tubo) de madera dura, que puede tener hasta 46 cm de largo. Pueden ser de diferentes tamaños y distintos decorados.
El sebsi se usa para fumar kif (tricomas de cannabis) o mezclas de cannabis con tabaco u otras hierbas. El sebsi proporciona una porción pequeña de hierba a baja temperatura (generalmente alrededor de 25 mg), en comparación con los dispositivos tradicionales para fumar más grandes como el chilum, usado en la India y Jamaica.